# Mniobia vargai
Mniobia vargai är en hjuldjursart som beskrevs av Donner 1962. Mniobia vargai ingår i släktet Mniobia och familjen Philodinidae. Inga underarter finns listade i Catalogue of Life.